# Márcio Canella
Márcio Correia de Oliveira, mais conhecido como Márcio Canella (Duque de Caxias, 25 de junho de 1977) é um político brasileiro, filiado ao União Brasil (UNIÃO). É o atual prefeito de Belford Roxo, cargo que ocupa desde janeiro de 2025. Antes, foi vereador e deputado estadual por três mandatos.

## Vida política
Em 2012, Márcio Canella foi eleito vereador de Belford Roxo com 5.683 votos, sendo o mais votado no pleito. Dois anos depois, elegeu-se deputado estadual pelo Rio de Janeiro para a legislatura de 2015–2019, pelo Partido Social Liberal, com 34.495 votos.
Em abril de 2015, em polêmica votação, foi um dos parlamentares a votar em favor da nomeação de Domingos Brazão para o Tribunal de Contas do Estado do Rio de Janeiro, nomeação esta muito criticada na época.
Em 2016, foi eleito vice-prefeito de Belford Roxo, junto a Waguinho. Obtiveram o primeiro lugar no primeiro turno, com 102.777 votos e venceram no segundo turno com 117.352 votos.
Em novembro de 2017, votou pela revogação da prisão dos deputados Jorge Picciani, Paulo Melo e Edson Albertassi, denunciados na Operação Cadeia Velha, acusados de integrar um esquema criminoso que contava com a participação de agentes públicos dos poderes Executivo e do Legislativo, inclusive do Tribunal de Contas, e de grandes empresários da construção civil e do setor de transporte.
Em março de 2018, ele e Waguinho tiveram seus diplomas cassados pelo Tribunal Regional Eleitoral por irregularidades na campanha eleitoral.
Em 2018, reelegeu-se deputado estadual para a legislatura 2019–2023 pelo MDB com 110.167 votos, o segundo mais votado para este cargo. Em 2022, obteve um terceiro mandato para a legislatura 2023–2027 pelo União Brasil, recebendo a maior votação no estado com 181.274 votos.
Em fevereiro de 2024, votou a favor do fim do afastamento da deputada Lucinha, determinado pelo Tribunal de Justiça do estado por ela ser acusada de possuir ligações com milicianos.
Ainda em 2024, Canella foi candidato à prefeitura de Belford Roxo em oposição ao grupo político do então prefeito Waguinho, com quem rompeu politicamente após as eleições de 2022. Na votação realizada em 6 de outubro, Canella foi eleito prefeito de Belford Roxo em primeiro turno com 62,88% dos votos válidos.